# 188061 Loomis
188061 Loomis este un asteroid din centura principală de asteroizi.

## Descriere
188061 Loomis este un asteroid din centura principală de asteroizi. A fost descoperit pe 11 noiembrie 2001 la Apache Point Observatory în cadrul programului Sloan Digital Sky Survey. Asteroidul prezintă o orbită caracterizată de o semiaxă mare de 2,52 ua, o excentricitate de 0,18 și o înclinație de 15,8° în raport cu ecliptica.